# Apoclea indica
Apoclea indica är en tvåvingeart som beskrevs av Stanley Willard Bromley 1935. Apoclea indica ingår i släktet Apoclea och familjen rovflugor. Inga underarter finns listade i Catalogue of Life.